# Maratheftiko
Il Maratheftiko è un antico vitigno autoctono di Cipro. È anche conosciuto localmente come Vambakadha (Βαμβακάδα), Vambakina (Βαμβακίνα), Pampakia (Παμπακιά), Mavrospourtiko (Μαυροσπούρτικο), Aloupostaphylo (Αλουποστάφυλο). Viene coltivato in scarse quantità intorno all'isola ma principalmente nella regione di Pitsilia. Negli anni '80, con la rinascita di piccole cantine boutique a Cipro, questa varietà è stata riscoperta e la sua coltivazione è tornata a crescere lentamente, poiché offre un carattere distintivo dei vini locali. Keo, la più grande azienda vinicola dell'isola, è stata una delle aziende a incoraggiarne la crescita. Il Maratheftiko non ha fiori ermafroditi come molti vitigni coltivati e richiede la co-piantagione con altre varietà per ottenere la fertilizzazione e lo sviluppo dei frutti. A causa di una scarsa concimazione, i grappoli sono spesso molto colpiti dal Millerandage.
Le statistiche del 2004 rivelano che la coltivazione di Maratheftiko copre 125 ettari, che rappresentano meno dell'1% dei vigneti coltivati sull'isola.